# Giovanni Castrocoeli
Giovanni Castrocoeli (né à Castrocielo, dans l'actuelle province de Frosinone, dans le Latium, alors dans les États pontificaux et mort le 22 février 1295 à Bénévent) est un cardinal italien du XIIIe siècle. Il est membre de l'ordre des bénédictins du Mont-Cassin.

## Biographie
Giovanni Castrocoeli est prévôt de l'abbaye de S. Benedetto à Capoue. Il est élu archevêque de Bénévent en 1282 et comme administrateur du diocèse de  Sant'Agata dei Goti.
Le pape Célestin V le crée cardinal lors du consistoire du 18 septembre 1294. Le cardinal Castrocoeli participe au conclave de 1294 (élection de Boniface VIII). Il est vice-chancelier de la Sainte Église romaine en 1294-1295.